# Собор Непорочного Зачатия Пресвятой Девы Марии (Папеэте)
Собор Непорочного Зачатия Пресвятой Девы Марии (фр. Cathédrale de Papeete Notre-Dame de L'Immaculée Conception), или Собор Пресвятой Девы Марии (фр. Cathédrale Notre-Dame de Papeete) — католический собор, построенный во второй половине XIX века на острове Таити в городе Папеэте. Располагается недалеко от набережной эспланады города на улице Генерала Де Голля.

## История
В 1842 году Франция в ходе расширения своей колониальной империи объявила Королевство Таити своим протекторатом. В том же году на остров прибыли первые французские миссионеры-католики, и 9 мая 1848 года здесь был образован апостольский викариат. Скорее всего, после этого события и началось строительство собора, окончившееся в 1875 году.
На сегодняшний момент собор является старейшей католической церковью Таити и одним из немногих оставшихся зданий ранней колониальной архитектуры Папеэте.

## Архитектура

### Внешний вид
Входную группу собора венчает красный шпиль, обращённый к горе Аорай.

### Интерьер
Интерьер собора сочетает в себе элементы европейского и полинезийского дизайнерских решений.